# Francesco Saverio de Zelada
Francesco Saverio de Zelada (Roma, 27 agosto 1717 – Roma, 19 dicembre 1801) è stato un cardinale e arcivescovo cattolico italiano.

## Biografia

### I primi anni
Francesco Saverio de Zelada nacque a Roma il 27 agosto 1717 da una nobile famiglia di origini spagnole. Suo padre era infatti Juan de Zelada, originario della Murcia, e sua madre era invece Manuela Rodríguez, nobile originaria di Oviedo.
Intraprese i propri studi all'Università La Sapienza di Roma ove ottenne il dottorato in utroque iure per poi essere ordinato sacerdote il 23 ottobre 1740. Cappellano privato soprannumerario di papa Benedetto XIV, entrò nella prelatura romana come referendario dei Tribunali della Segnatura Apostolica e di grazia e giustizia dal 25 gennaio 1742. Relatore presso la Congregazione del Buon Governo dal giugno del 1742, nel settembre di quello stesso anno divenne uditore della Camera Apostolica e quindi prelato della Reverenda Fabbrica di San Pietro. Uditore del Tribunale della Segnatura Apostolica dal novembre 1749, divenne prelato membro della Sacra Congregazione per l'Immunità Ecclesiastica dal 1755 e venne nominato esecutore testamentario dal cardinale Clemente Argenvilliers, defunto il 23 dicembre 1758. Uditore del Tribunale della Sacra Rota dal 26 febbraio 1760, ottenne ufficialmente l'incarico solo il 14 marzo successivo.
Segretario della Sacra Congregazione per le visite episcopali, divenne penitenziere apostolico succedendo a monsignor Urbano Paracciani che era stato nominato arcivescovo di Fermo nel luglio del 1764. Segretario della Congregazione del Concilio e della Residenza dei Vescovi dal 26 settembre 1766, divenne arcidiacono del capitolo della cattedrale metropolitana di Santiago di Compostela in Spagna dall'agosto del 1767. Consultore della Sacra Congregazione del Sant'Uffizio dal gennaio del 1768, divenne segretario della Sacra Congregazione per l'esame dei vescovi dal novembre 1770. Nel giugno del 1772 divenne inoltre priore commendatario del priorato di Sant'Anna a Barcellona.

### L'episcopato
Il 23 dicembre 1776 Francesco Saverio de Zelada venne nominato arcivescovo titolare di Petra e consacrato il 28 dicembre successivo al Palazzo del Quirinale, direttamente da papa Clemente XIII, assistito da Scipione Borghese, arcivescovo titolare di Teodosia, e da Ignazio Reali, arcivescovo titolare di Atene.

### Il cardinalato e il ruolo nella soppressione dei Gesuiti
Papa Clemente XIV lo elevò al rango di cardinale presbitero nel concistoro del 19 aprile 1773 e ricevette poi la berretta cardinalizia il 22 aprile successivo, ottenendo il titolo cardinalizio di San Martino ai Monti dal 26 aprile di quell'anno, unitamente al titolo di abate commendatario di Marsillac dal maggio successivo ed a quello di abate commendatario di San Pedro de Osma (luglio 1773).
Gli venne affidata la redazione del breve Dominus ac Redemptor, che decretava la soppressione della Compagnia di Gesù nel 1773. Il testo definitivo si avvalse di uno schema preparato dal conte di Floridablanca, che era in quel tempo ambasciatore a Roma della corona spagnola ed accanito avversario dell'Ordine. Largamente ricompensato da re Carlo III di Spagna per aver ridonato alla corona spagnola pieno potere sulle proprie terre senza dover sottostare allo strapotere della Compagnia di Gesù, venne nominato anche membro della commissione per l'esecuzione della bolla di soppressione dell'Ordine. Dopo aver rilevato il Collegio Romano dai Gesuiti, ne divenne prefetto degli studi nel novembre 1773 e prese parte poi al conclave del 1774-1775 che elesse a pontefice Pio VI.
Bibliotecario di Santa Romana Chiesa dal 15 dicembre 1779, rimase in carica sino alla sua morte divenendo anche pro-prefetto della Congregazione dei vescovi e regolari in assenza del cardinale preposto Francesco Carafa di Traetto tra il novembre 1780 e l'ottobre 1786. Camerlengo del Sacro Collegio dei Cardinali dal 17 febbraio 1783 sino al 25 giugno 1784, l'8 settembre 1788 divenne penitenziere maggiore e rimase in tale carica sino alla morte. Prescelto per il ruolo di cardinale segretario di Stato dal 14 ottobre 1789, rimase in carica sino all'agosto del 1796. In questa veste, egli firmò, in data 13 luglio 1796, un Editto da cui emerge chiaramente la linea politica allora tenuta dal papato nei confronti dei francesi all'indomani dell'armistizio di Bologna (23 giugno 1796).
Dal 12 ottobre 1790 era divenuto presidente dell'Università di Ferrara e dal 17 giugno 1793 aveva optato per il titolo cardinalizio di Santa Prassede, mantenendo in commendam il titolo di San Martino ai Monti.
Dopo la deportazione a forza del papa in Francia nel 1798 si spostò in Toscana e prese poi parte al conclave del 1799-1800 che elesse Pio VII. Nel 1800 divenne arciprete della Basilica di Santa Maria Maggiore a Roma e protettore della Cappella Orsini della medesima basilica.
Nel 1797 commissionò ad Angelika Kauffmann il quadro con Davide e Natan. Fu anche un grande collezionista di libri e testi antichi, oltre che di monete e medaglie e di vari oggetti artistici. Al Collegio Romano fece realizzare un osservatorio scientifico ancora esistente.
Morì il 19 dicembre 1801 all'età di 84 anni.

## Genealogia episcopale e successione apostolica
La genealogia episcopale è:
- Cardinale Scipione Rebiba
- Cardinale Giulio Antonio Santori
- Cardinale Girolamo Bernerio, O.P.
- Arcivescovo Galeazzo Sanvitale
- Cardinale Ludovico Ludovisi
- Cardinale Luigi Caetani
- Cardinale Ulderico Carpegna
- Cardinale Paluzzo Paluzzi Altieri degli Albertoni
- Papa Benedetto XIII
- Papa Benedetto XIV
- Papa Clemente XIII
- Cardinale Francesco Saverio de Zelada

La successione apostolica è:
- Vescovo Ranieri Mancini (1773)
- Vescovo Francesco Vincenti (1773)
- Vescovo Marco de Leone (1773)
- Vescovo Giorgio Antonio Vareschi, O.C.D. (1773)
- Vescovo Giuseppe Antonio Maria Corte (1773)
- Vescovo Giuseppe Capocchiani (1774)
- Arcivescovo Giuseppe Sparano (1775)
- Vescovo Mattia Santoro (1775)
- Arcivescovo Angelo Franceschi (1775)
- Vescovo Raffaele Tosti (1776)
- Arcivescovo Domenico Arcaroli (1776)
- Vescovo Aloisio Buonamici (1776)
- Vescovo Gennaro Giordano (1776)
- Vescovo Francesco Pio Santi (1776)
- Vescovo Michele Continisio (1776)
- Arcivescovo Francesco Zunica (1776)
- Patriarca Nicola Saverio Gamboni (1776)
- Vescovo Francesco Vincenzo Lajezza (1776)
- Vescovo Francesco Antonio Attaffi (1777)
- Vescovo Benedetto Cervone (1777)
- Vescovo Filippo d'Aprile (1777)
- Vescovo Nicolas Notariis (1777)
- Vescovo Lorenzo Potenza (1778)
- Arcivescovo Andrea Cardamone (1778)
- Vescovo Luca Nicola De Luca (1778)
- Vescovo Giuseppe Coppula (1778)
- Vescovo Bonaventura Calcagnini (1779)
- Vescovo Felice Paoli (1779)
- Vescovo Alexander Maria Calefati (1781)
- Vescovo Pietro Boscarini (1782)
- Papa Pio VII (1782)
- Vescovo Giuseppe Monticelli (1782)
- Cardinale Antonio Sentmanat y Castellá (1783)
- Cardinale Muzio Gallo (1785)
- Arcivescovo Giuseppe Vinci (1785)
- Cardinale Luigi Ruffo Scilla (1785)
- Vescovo Filippo Trenta (1785)
- Cardinale Antonio Felice Zondadari (1785)
- Arcivescovo Francesco Saverio de Vivo (1786)
- Arcivescovo Giovanni Vincenzo Monforte (1786)
- Vescovo Nicola Casali (1787)
- Vescovo Giacinto Ignazio Pellegrini, O.P. (1789)
- Cardinale Antonio Despuig y Dameto (1791)
- Arcivescovo Gaetano Paolo de Miceli, C.P.O. (1792)
- Vescovo Salvatore Maria Lombardi (1792)
- Vescovo Gian Leonardo Maria Di Fusco, O.P. (1792)
- Vescovo Filippo d'Ambrogio (1792)
- Vescovo Giovanni Thomas Vincenzo Tiberio d'Anisi, O.A.D. (1792)
- Vescovo Gennaro Vincenzo Tortora (1792)
- Vescovo Simone de Magistris, C.O. (1792)
- Vescovo Francesco Saverio Saggese (1792)
- Vescovo Pietro Mancini (1792)
- Vescovo Giuseppe Marra (1792)
- Vescovo Andrea de Lucia (1792)
- Vescovo Vincenzo Lupoli (1792)
- Vescovo Agostino Gregorio Golini (1792)
- Vescovo Giovanni Battista Brancaccio (1792)
- Vescovo Vincenzo Maria Castro (1792)
- Vescovo Emanuele Maria Pignone del Carretto, O.E.S.A. (1792)
- Vescovo Michelangelo Calandrelli, O.E.S.A. (1792)
- Vescovo Vincenzo Greco (1792)
- Vescovo Giuseppe Martini (1792)
- Arcivescovo Giovanni Gaetano del Muscio, Sch.P. (1792)
- Vescovo Felice Antonio d'Alessandria (1792)
- Vescovo Francesco Antonio Duca (1792)
- Vescovo Pasquale Sansone (1792)
- Vescovo Gennaro Fortunato (1792)
- Vescovo Nikolaj Ferrich (1792)
- Vescovo Francesco Antonio Grillo, O.F.M. Conv. (1792)
- Vescovo Giuseppe Maria Beneventi, O.F.M. Conv. (1792)
- Arcivescovo Giuseppe Mormile, C.R. (1792)
- Arcivescovo Luigi Michele Spagnoletti, O.F.M. Obs. (1792)
- Vescovo Giuseppe Corrado Panzini (1792)
- Vescovo Salvatore Palica, O.S.B. (1792)
- Cardinale Jean-Siffrein Maury (1792)
- Vescovo Michele de Angelis (1792)
- Vescovo Pasquale Martini (1792)
- Vescovo Angelo Maria Giuseppe Cesare Augusto Vassalli, O.S.B. (1792)
- Vescovo Agostino Andriani (1792)
- Vescovo Anselmo Maria Toppi, O.S.B. (1792)
- Arcivescovo Luigi Trasmondi, O.S.B. (1792)
- Vescovo Lorenzo Maria Pietro Felice Varano, O.P. (1792)
- Vescovo Salvatore Gonnelli (1792)
- Vescovo Giuseppe Graziosi (1792)
- Vescovo Giambenedetto Angelo Falier, O.S.B. (1792)
- Cardinale Pietro Gravina (1794)